# 정서적 친밀성
정서적 친밀성(Emotional intimacy, Emotional closeness)은 대인관계(interpersonal relationship)의 한 측면으로, 신체적 친밀성(physical intimacy)과 같이 강도에 있어서 관계 유형이나 시간마다 다양하다. 정서적 친밀성은 느낌을 공유하게 하는 가까움(closeness)을 타인에게 느끼는 것으로, 이해나 지지, 돌봄에 대한 기대가 따른다.

## 개요
정서적 친밀성은 언어적 비언어적 소통으로 표현된다. 안락함(comfort), 효과성(effectiveness), 가까움에 대한 상호 경험(mutual experience of closeness)은 정서적 친밀성을 시사한다. 친밀한 소통은 대화와 같이 겉으로 표현되기도 하고, 아무말 없이 공원 벤치에 같이 앉아 있는 경우처럼 암시적으로 나타날 수도 있다.
정서적 친밀성은 주로 신뢰(trust)에 좌우되기도 하지만, 관계의 본질이나 속해 있는 문화에 따라 좌우되기도 한다. 정서적 친밀성은 성적 친밀성(sexual intimacy)과 다르다. 성적 친밀성은 정서적 친밀성의 유무에 상관없이 발생한다. 정서적 친밀성은 성적 맥락에서도 발생하지 않을 수 있기에, 두 개의 친밀성은 다르다. 정서적 친밀성은 두 사람의 신뢰 정도와 의사소통이 그러하여 두 사람의 가장 깊은 곳에 있는 자아를 상호 공유하게 될 때 발생하는 심리학적 사건이다. 실험참가자의 배경과 관습에 따라, 정서적 친밀성은 사고, 감정, 정서를 드러내어, 서로를 이해하고 지지를 제공하거나 공동체감을 수립하려 한다. 또한 비판없이 의무를 공유하기도 한다.
깊은 친밀감은 높은 투명성(transparency)과 개방성(openness)을 필요로 한다. 대화(conversation)는 모든 정서적 친밀 관계(intimate relationship)에 핵심이다. 장거리 연애(long-distance relationship)는 순수히 대화에 기반한 것이다. 두 사람의 대화 과정을 강화하기에 장거리 연애는 일반 관계보다 더 강할 수 있다. 이는 불편이나 걱정을 느끼게 한다는 점에서 취약성(vulnerability)이 들기도 한다. 그러나 이러한 감정은 시간이 오래 흐르거나 연습을 통해서 사그러들거나 사라진다. 이러한 정서적 친밀감에 있는 커플은 서로 더 편할 수 있다. 이들은 서로의 부정적 성격과 함께 긍정적 성격과 꿈을 공유할 수 있다고 느낀다. 관계에는 좋은 순간과 힘든 순간 모두 찾아 온다. 정서적 친밀성은 얼마나 마음에 두고 있는지를 보여주기 위하여 감정을 전달할 수 있다. 관계 속에서 정서적 친밀감을 훈련하는 것은 중요하다. 정서적 친밀감이 부재한 것은 관계의 지속 기간 동안 상대와 함께 있는 시간을 가짐으로써 해결될 수 있다. 여러 전문가들은 문제가 발생하자마자 대화를 하는 것이 정서적 친밀성을 이어가는 데 있어서 현명한 방식이라고 주장한다. 솔직해지고 감사를 표현하며 꾸준히 의사소통하는 것도 정서적 친밀성을 유지하는 방식이다.

## 정서적 친밀성 척도
5개 항목 정서적 친밀성 척도(5-item Emotional Intimacy Scale, EIS)는 관계 내 정서적 친밀성을 평가할 수 있는 방식이다. 목표는 친밀관계로 도출되는 여러 결과를 예측하는 것이다.
이 척도는 친밀 관계의 기본 요소인 여러 항목들에 관한 연구와 함께 고안되었다. 일부 사람들은 설문지에 답한다. 이들은 답변을 통해 자신의 실제상황에 비교하여 이러한 요소들 각각에 대한 신뢰 정도를 판단한다. 다음은 5가지 사항이다.
- 이 사람은 온전히 나로서 나를 수용한다.
- 나는 이 사람과 나의 가장 깊은 생각 및 감정을 개방하여 공유할 수 있다.
- 이 사람은 나를 깊이 돌볼 줄 안다.
- 이 사람은 어느 방식으로든 기꺼이 나를 도와주려 한다.
- 내 사고와 감정은 이 사람이 이해하고 지지한다.

이러한 결과들은 심리적 안녕, 신체적 안녕, 사회적 지지, 건강과 같은 한 개인의 특성을 이루는 특정 가치와 더불어서 놓인다.
척도가 제공하는 결과는 EIS 항목의 증가와 사회적 지지, 자기효능감(self-efficiency), 삶에 대한 만족, 기타 긍정적 효과들의 증가 간의 정적 관계를 증명한다. 또한 EIS 항목 감소와 스트레스, 통증, 피로 증가 간에도 부적 관계가 있다는 걸 보여준다. 친밀 관계는 신체적 심리적 안녕을 증가시키는 목적 의식과 소속감을 제공한다.

## 같이 보기
- 신체적 친밀성
- 자기효능감
- 친밀 관계